# Neoschumannia cardinea
Neoschumannia cardinea là một loài thực vật có hoa trong họ La bố ma. Loài này được (S. Moore) Meve mô tả khoa học đầu tiên năm 1995.